# Јадранска лига у кошарци за жене
Јадранска лига је женска регионална кошаркашка лига у којој се тренутно такмиче клубови из Србије, Црне Горе, Босне и Херцеговине, Македоније, Хрватске, Словеније, Бугарске, Аустрије. У прошлости су по специјалном позиву учествовали и тимови Италије, Турске и Мађарске.
Основана је 2001. године. Лига постоји упоредо са домаћим првенствима у свакој земљи. Српски тимови играју од треће сезоне такмичења.

## Досадашња финала
| Сезона   | Финале                            | Финале                | Финале   | Финале                | Финале                                 |
| -------- | --------------------------------- | --------------------- | -------- | --------------------- | -------------------------------------- |
| Сезона   | Датум и место одигравања          | Победник              | Резултат | Финалиста             | Најкориснији играч доигравања          |
| 2001/02. | 22. и 23. јануар 2002. ( Шибеник) | Цеље                  | 2 : 1    | Шибеник Џоли          | Катја Темник (Цеље)                    |
| 2002/03. | 25. јануар 2003. ( Сарајево)      | Жељезничар Сарајево   | 84 : 78  | Шибеник Џоли          | Мирна Деак (Жељезничар Сарајево)       |
| 2003/04. | 13. март 2004. ( Госпић)          | Госпић                | 59 : 58  | Шибеник Џоли          | Ванда Барановић-Урукало (Госпић)       |
| 2004/05. | 16. фебруар 2005. ( Шибеник)      | Шибеник Џоли          | 82 : 66  | Госпић                | Ивона Богоје (Шибеник Џоли)            |
| 2005/06. | 25. фебруар 2006. ( Нови Сад)     | Шибеник Џоли          | 68 : 55  | Војводина             | Сандра Поповић (Шибеник Џоли)          |
| 2006/07. | 18. март 2007. ( Софија)          | ЦСКА Софија           | 73 : 67  | Шибеник Џоли          | Латаша Бајерс (ЦСКА Софија)            |
| 2007/08. | 22. март 2008. ( Госпић)          | Шибеник Џоли          | 72 : 66  | Госпић                | Анђа Јелавић (Шибеник Џоли)            |
| 2008/09. | 15. март 2009. ( Бијело Поље)     | Шибеник Џоли          | 69 : 63  | Јединство Бијело Поље | Наташа Поповић (Јединство Бијело Поље) |
| 2009/10. | 13. март 2010. ( Госпић)          | Госпић                | 73 : 65  | Шибеник Џоли          | Карла Томас (Госпић)                   |
| 2010/11. | 6. март 2011. ( Шибеник)          | Шибеник Џоли          | 20 : 0   | Госпић                | —                                      |
| 2011/12. | 4. март 2012. ( Зеница)           | Партизан              | 74 : 65  | Челик Зеница          | Тамара Радочај (Партизан)              |
| 2012/13. | 3. март 2013. ( Нови Сад)         | Партизан              | 70 : 45  | Радивој Кораћ         | Наташа Бучевац (Војводина)             |
| 2013/14. | 8. март 2014. ( Подгорица)        | Радивој Кораћ         | 87 : 83  | Црвена звезда         | Хејли Ланкстер (Будућност Подгорица)   |
| 2014/15. | 15. март 2015. ( Цеље)            | Рејер Венеција Местре | 69 : 52  | Радивој Кораћ         | Шенон Макалум (Рејер Венеција Местре)  |
| 2015/16. | 13. март 2016. ( Подгорица)       | Будућност Подгорица   | 74 : 58  | Медвешчак             | Ирена Матовић (Будућност Подгорица)    |
| 2016/17. | 19. март 2017. ( Подгорица)       | Цеље                  | 61 : 57  | Берое                 | Анамарија Презељ (Цеље)                |
| 2017/18. | 25. март 2018. ( Монтана)         | Будућност Подгорица   | 71 : 68  | Цеље                  | Божица Мујовић (Будућност Подгорица)   |
| 2018/19. | 24. март 2019. ( Цеље)            | Берое                 | 65 : 64  | Будућност Подгорица   | —                                      |
| 2019/20. | није се играо фајнал фор          | Будућност Подгорица   | —        | Цеље                  | —                                      |
| 2020/21. | 22. март 2021. ( Стара Загора)    | Берое                 | 66 : 56  | Будућност Подгорица   | Жаклин Златанова (Берое)               |
| 2021/22. | 20. март 2022. ( Подгорица)       | Цеље                  | 58 : 51  | Будућност Подгорица   | Изабела Лира (Цеље)                    |
| 2022/23. | 26. март 2023. ( Подгорица)       | Цеље                  | 66 : 64  | Будућност Подгорица   | Блажа Чех (Цеље)                       |

### Успешност клубова
| Клуб                  | Првак                            | Вицепрвак                        |
| --------------------- | -------------------------------- | -------------------------------- |
| Шибеник Џоли          | 5 (2005, 2006, 2008, 2009, 2011) | 5 (2002, 2003, 2004, 2007, 2010) |
| Цеље                  | 4 (2002, 2017, 2022, 2023)       | 2 (2018, 2020)                   |
| Будућност Подгорица   | 3 (2016, 2018, 2020)             | 4 (2019, 2021, 2022, 2023)       |
| Госпић                | 2 (2004, 2010)                   | 3 (2005, 2008, 2011)             |
| Берое                 | 2 (2019, 2021)                   | 1 (2017)                         |
| Партизан              | 2 (2012, 2013)                   | —                                |
| Радивој Кораћ         | 1 (2014)                         | 2 (2013, 2015)                   |
| Жељезничар Сарајево   | 1 (2003)                         | —                                |
| ЦСКА Софија           | 1 (2007)                         | —                                |
| Рејер Венеција Местре | 1 (2015)                         | —                                |
| Војводина             | —                                | 1 (2006)                         |
| Јединство Бијело Поље | —                                | 1 (2009)                         |
| Челик Зеница          | —                                | 1 (2012)                         |
| Црвена звезда         | —                                | 1 (2014)                         |
| Медвешчак             | —                                | 1 (2016)                         |